# 雪雨共天
《雪雨共天》是一首歌曲，發佈於2020年4月。歌曲由劉云平作詞、王成竹作曲、姚晨奇演唱。歌曲致敬COVID-19疫情中在一線的工作人員。